# پیچایان
پیچایان (نام علمی: Dromiacea) نام یک section از راسته ده‌پایان است.